# Imsbach
Imsbach település Németországban, Rajna-vidék-Pfalz tartományban. Lakosainak száma 893 fő (2023. december 31.).

## Népesség
A település népességének változása:
| Lakosok száma | 917  | 866  | 877  | 862  | 893  | 893  |
|               | 1975 | 2017 | 2019 | 2021 | 2022 | 2023 |